# Дедовская прядильно-ткацкая фабрика
Дедовская прядильно-ткацкая фабрика — принадлежавшая акционерному обществу со смешанным русско-французским капиталом компания, градообразующее предприятие подмосковного города Дедовск. Полное наименование — Cotonniere de Dedovo pres Moscou societe anonyme par actions (Акционерное общество хлопкового производства в подмосковном Дедове). Правление компании располагалось во французском городе Эпиналь.

## История

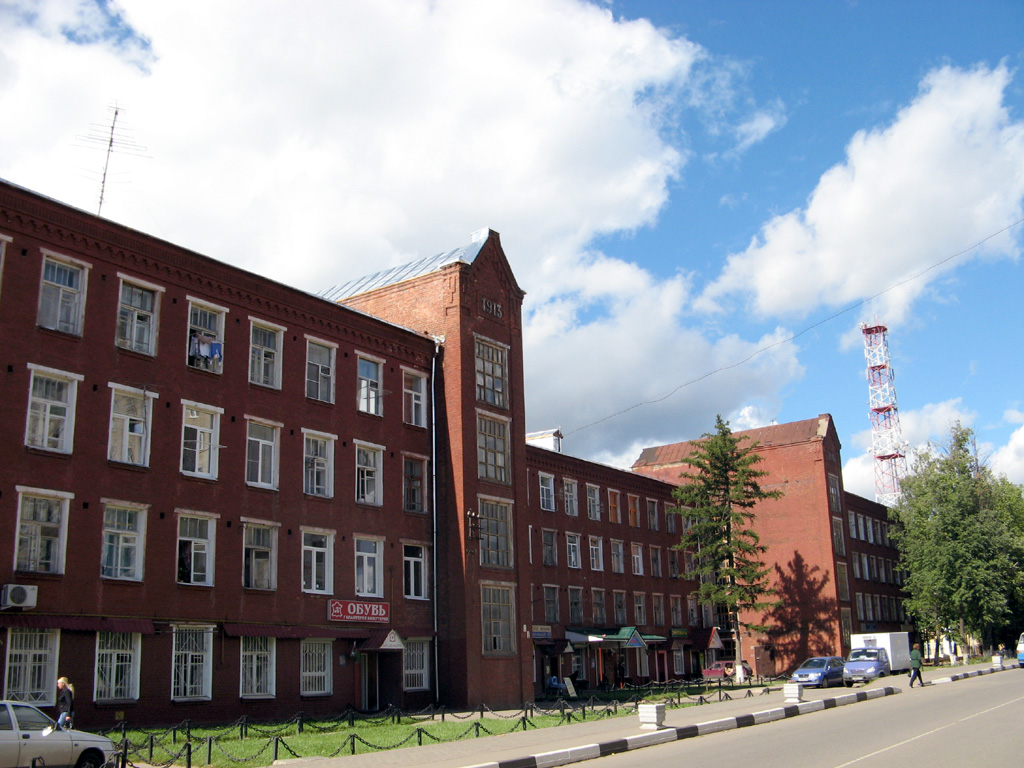
Жилые корпуса бывшей Дедовской прядильно-ткацкой фабрики, обитаемые до сих пор

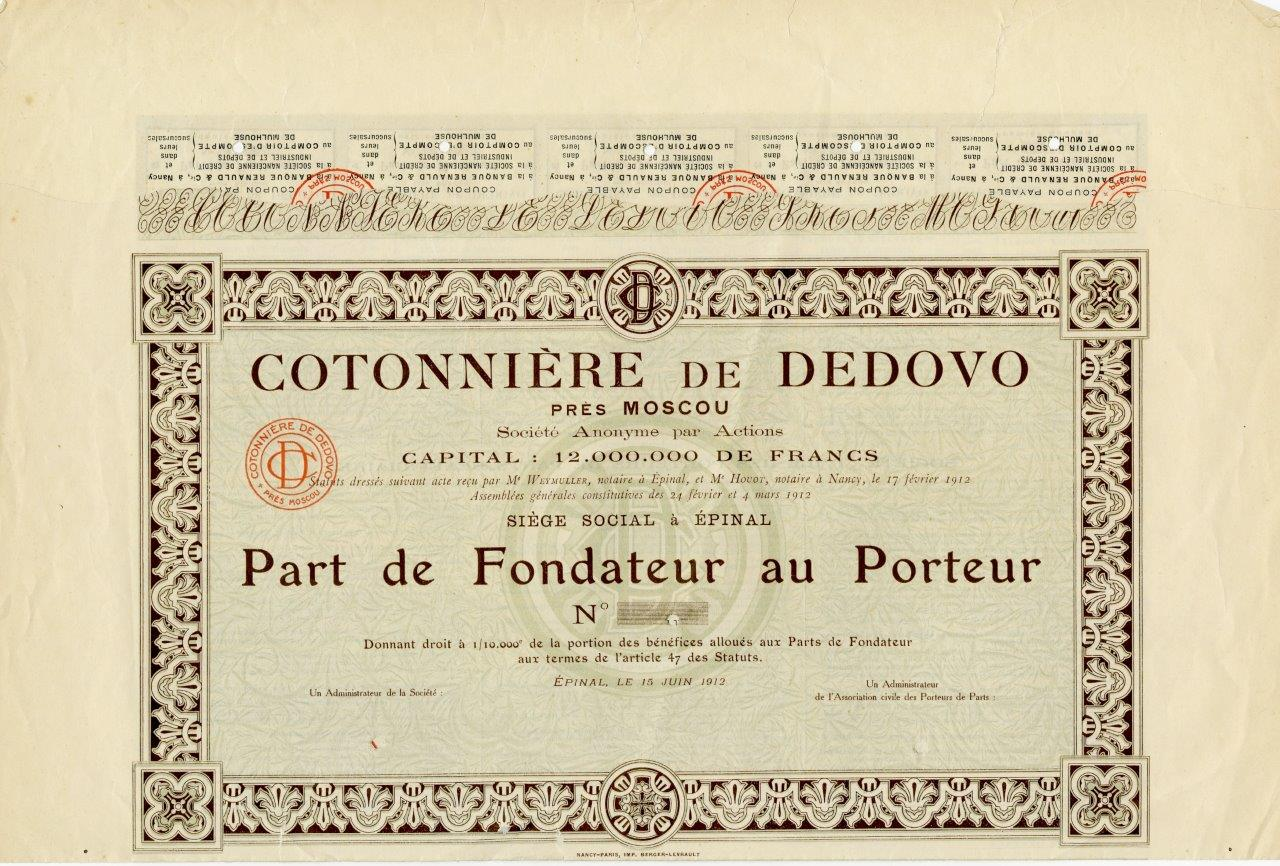
Учредительский пай на предъявителя Акционерного общества хлопкового производства в подмосковном Дедове. Г. Эпиналь, 1912 г.

Российско-французское акционерное общество хлопкового производства в подмосковном Дедове было основано в 1911 году, тогда же на приобретенных у московского купца К. И. Гучкова и помещика Славина двух участках земли близ сельца Дедово в 38 км от Москвы началось строительство прядильно-ткацкого производства. С момента учреждения Акционерного общества Дедовской хлопчатобумажной мануфактуры в 1913 году до его национализации в 1918 году директором-распорядителем общества был инженер Ч. Я. Бейн.
Французских акционеров представлял известный текстильный промышленник и политический деятель Третьей республики Поль Кюни.
Изначально Дедовская мануфактура, выпустившая свою первую продукцию 26 ноября 1913 года, состояла из 3-этажной прядильной и 1-этажной со стеклянной крышей ткацкой частей, а также двух внушительных 4-этажных общежитий казарменного типа, в которых размещались приезжавшие ос всех концов России рабочие и их семьи. Вскоре рядом с казармами воздвигли 5 деревянных домов для служащих, амбулаторию и больницу на 8 мест, баню, фабричную лавку, многочисленные технические и вспомогательные строения.
Вошедшая в строй перед самым началом Первой мировой войны Дедовская фабрика была одной из самых крупных и современных мануфактур того времени. Производство мануфактуры изначально было оснащено автоматическими ткацкими станками с электроприводом. Прядильное оборудование было поставлено из Великобритании, ткацкое — сделано в Швейцарии. Силовые машины изготовлены известными немецкими фирмами АЕГ и «Фиднер и Гамнер». Проектную мощность прядильно-ткацкого предприятия российско-французского акционерного общества предполагалось довести до 80 тысяч веретен и 1500 ткацких станков, чего, однако, не произошло из-за последовавших вскоре драматических событий российской истории. В дореволюционный период Фабрика производила миткаль, батист, кисею, вуаль, креп и другую продукцию высокого качества.
В годы Гражданской войны из-за отсутствия сырья и топлива производство было остановлено. Возобновившее работу летом 1921 года предприятие бывшего Акционерного общества хлопкового производства в подмосковном Дедове в 1923 году было названо именем советского революционера и дипломата В. Воровского.
После акционирования в 1992 году Дедовская прядильно-ткацкая фабрика получила название «Дедовское ПО технических тканей». В 2004 году данное производственное объединение ликвидировано. На территории бывшей фабрики в настоящее время располагаются склады и производственные предприятия, в частности, производитель пластиковой тары «Химпэк».